# Evanci de Javols
Evanci (Evanthius) fou bisbe de Javoux (pocs anys després anomenat bisbat del Gavaldà, del qual la seu era a Javoux fins que el 951 fou traslladada a Mende). Després de l'elecció d'Evodi de Javoux, expulsat per una revolta popular, finalment fou escollit bisbe Evanti, que apareix signant les actes del concili d'Orleans del 541. El seu successor (vers 561) fou Parteni de Javoux, que fou el primer que es va fer dir bisbe del Gavaldà.